# Georgi Georgijewitsch Schischkin
Georgi Georgijewitsch Schischkin (russisch Георгий Георгиевич Шишкин; * 1948 in Swerdlowsk) ist ein russischer Maler und Grafiker von Briefmarken für das Fürstentum Monaco und Russland.

## Biografie
Georgi Schischkin wurde im Alter von zehn Jahren an der Akademie der Bildenden Künste aufgenommen. 1975 absolvierte er ein  Studium an der Nationalen Schule für Bildende Kunst und Architektur Swerdlowsk. Im Anschluss nahm er ein Praktikum an der Nationalen Schule für Bildende Kunst Stroganoff Moskau an, promovierte zum Professor für Zeichnen und Malen und lehrte dort über einen Zeitraum von zehn Jahren.
Im Jahr 1974 beteiligte er sich an Kunstausstellungen und gewann den nationalen Wettbewerb für junge Designer Russlands. Das Experimentieren mit verschiedenen Techniken führte ihn 1980 zum Pastell. Er entwickelte eine neue Methode der Vorbereitung des Substrats, das die Haftung der Pastellfarben garantiert. Damit eröffnete er der Pastellmalerei neue Möglichkeiten der  Transparenz und Fließfähigkeit.
1981 machte er seine erste, unabhängige Ausstellung und verkaufte einige seiner Werke. Er arbeitete auch als Architekt; einige seiner Projekte wurden realisiert. Allerdings gab er diese Karriere, wie auch das Musizieren, für die Malerei auf. Ebenfalls hegte er eine Leidenschaft für Theater, Tanz und die Oper. So arbeitete er auch am Theatermuseum für die Oper und das Ballett von Jekaterinburg, wo er unter anderem zwei große Fresken und eine Galerie mit Porträts berühmter Solisten aus der Szene gemalt hat. Sein Porträt des Ballettmeisters Pjotr Gusev wurde vom Museum für Kunsttheater in Sankt-Petersburg erworben. Im Jahr 1987 organisierte er eine Einzelausstellung in Moskau und seine Bilder wurden in dem Wissenschaftsprogramm Offensichtlich – Unglaublich von Sergei Kapitza gekennzeichnet. Seit 1989 nimmt Schischkin an vielen internationalen Ausstellungen teil und unternimmt Reisen nach Deutschland  und in die Niederlande.
Im Jahr 1991 machte er eine Ausstellung in der Galerie Burg Vossloch in Hamburg. Nach vielen Reisen ins Ausland verspürte er den Drang, zu seinen russischen Wurzeln zurückzukehren. So fing er im Jahr 1992 an, Bilder aus dem Zyklus „Russische Träume“ zu malen. Hier suchte der Maler die Verbindung aus Abstraktion und Realität.
Seine Werke sind in Russland und auf dem Gebiet der ehemaligen Sowjetunion berühmt, da er auch für die größten Institutionen, Verbände, Museen und Stiftungen arbeitete. Zum Beispiel ist das von ihm geschaffene Porträt von Fjodor Iwanowitsch Schaljapin im Bolschoi-Theater in Moskau zu sehen. 1993 ist der Maler zum XIX. internationalen Philosophenkongress in Moskau und zum II. Landsmannkongress in der russischen Wissenschaftsakademie eingeladen worden. Er fühlte einen neuen Impuls für seine Serie „Russische Träume“, als er nach Paris (1993) und dann Monaco (1995) kam. Dort traf er russische Expatriierte.
1993 stellte er in Paris aus. André Damien, Bürgermeister von Versailles, eröffnete die darauf folgende Ausstellung Schischkins  in Versailles. Lord Alistair McAlpine entdeckte Schischkin’s Werke in Paris (1995) und veröffentlichte einen Artikel, mit dem Titel: Maler, der russische Rätsel einfängt („Painter who captures the enigma of Russia“) in The European Magazine (21. bis 27. September). Im Jahr 1998 nahm er am Internationalen XXII. Preis von Monte-Carlo für Zeitgenössische Kunst teil, welcher von der Stiftung Prinz-Pierre von Monaco organisiert wurde. Ein Jahr später wurde er Preisträger der Taylor-Stiftung. Im selben Jahr nahm er an der Ausstellung von 12 Meistern der Zeitgenössischen Kunst bei Christie’s in Monaco teil. Am 6. März, bei einer Auktion von Christie’s, gewann ein Bild von Schischkin den vierten Platz zwischen international renommierten Künstlern wie Arman, Botero, Matta, Folon. Seine Malerei wurde selbst von Luciano Pavarotti erworben.
Er hatte zahlreiche Ausstellungen in Cannes (1999), Monte-Carlo (1999), Nizza (2000), Luxemburg (2005), Villefranche-sur-Mer (2005), Monaco (2006) und Paris (2009 und 2010). Seine Werke sind heute in viele Museen und privaten Kollektionen vorhanden.
Seit 1998 ist Georgi Schischkin Bürger des Fürstentums Monaco. Eingeladen zum Wettbewerb der Briefmarken von Monaco im Jahr 2005 gewann Schischkin den Wettbewerb für sein Profil des Prinzen Albert II.
Sechs Jahre später gewann er den Wettbewerb für die Briefmarke zum Anlass der Hochzeit von Fürst Albert II. von Monaco mit Charlene Wittstock. Für die russische Post entwarf er 2009 zwei Briefmarken zum Anlass der Hundertjahrfeier der Gründung des russischen Balletts. 2010 gestaltete Schischkin eine Briefmarke von Tschechow. Im Jahr 2012 wurde Schischkin eingeladen, Briefmarken für die Russische Föderation zu schaffen. Seinen ersten Postblock bekam die Ernennung von besseren Stempeln Russlands.
2014 wurden dann seine Werke in der Russisch-Deutschen Woche in Baden-Baden ausgestellt.

## Werke
- Serie Russische Träume
- Porträts
- Bilder für Theater
- Briefmarken für das Fürstentum Monaco
- Briefmarken für Russland

## Einzelausstellungen (Auswahl)
- 1974: Institut der Architektur in Sverdlovsk (aktuell: die uralische staatliche städtebaukünstlerische Akademie), Sverdlovsk;
- 1981: Heim der Kulturarbeiter, Sverdlovsk;
- 1982: Kunstmuseum, Irbit;
- 1983: Zentraler Ausstellungssaal, Tyumen;
- 1984: Haus der Architektur, Sverdlovsk; uralisches staatliches Konservatorium
- 1986: Kulturpalast der Uralmasch-Werke, Sverdlovsk
- 1987: Zentraler Heim der Arbeiter der Kultur, Moskau; Zentraler Heim der Literaten, Moskau; Heim der Kultur, Dubna; Palast der Kultur, Städtchen der Kosmonauten, zentraler Heim der Architektur, Moskau;
- 1988: Heim der Kultur des Moskauer Staatsuniversität, Herzenstraße, Moskau. Zentraler Heim der Filmkünstler, Moskau;
- 1989: Ausstellungssaal des Ministeriums für Öl- und Gasindustrie, Moskau;
- 1991: Ausstellungssaal des Obersten Sowjets, Moskau; Burg Vossloch Galerie, Hamburg, BRD;
- 1994: ADS-Galerie, Paris, Frankreich;
- 1995: Trianonpalast, Versailles, Frankreich;
- 1999: Festivalpalast, Cannes, Frankreich; Staatliche Oper, Fürstentum von Monaco;
- 2000: Ausstellung Russische Träume, Galerie des Ponchettes, Nizza, Frankreich; Impressionismusmuseum, Over-sur-Oise, Frankreich; Staatliche Oper, Nizza, Frankreich;
- 2001: Nationaltheater Muhammed V., Rabat, Marokko;
- 2005: Ausstellung in der Bibliothek russischen Auslands (aktuell: Alexander Solzhenitsyn Heim des russischen Auslands) Moskau; ART-3 Galerie, Paris, Frankreich[5]; Großer Theater der Stadt Luxemburg, Luxemburg; Citadelle-Museum, Villefranche-sur-Mer, Frankreich;
- 2006: Grimaldi-Forum, Monaco;[6]
- 2008: Ausstellung im Rahmen des 150-Jahre Jubiläums der russischen Gemeinschaft auf Côte d'Azure, Universitätszentrum des Mittelmeerraumes, Nizza, Frankreich;
- 2009: Ausstellung im Rahmen des 100-Jahre Jubiläums der Djagilew-saisons in Paris, Pierre Cardin Theater, 23. April, Paris, Frankreich; Ausstellung „Eine Widmung an Nizhinskij und den russischen Ballett von Djagilew“,[7] Ausstellungssaal der bildenden Künste Assoziation der UNESCO, 27. September bis 26. Oktober, 10. Quai d’Antoine I, Monaco;
- 2010: Ausstellung „Russische Träume“ von Georgi Schischkin,[8] im Rahmen des Russlandjahres in Frankreich, mit Unterstützung der französischen Akademie, 3. bis 10. Mai, Rathaus des XVI. Arrondissements, Paris;
- 2012: Ausstellungssaal, 6. Juni bis 1. Juli, 308 Chaussée de Bruxelles, Waterloo, Belgien,[9] Eröffnung in Anwesenheit von Alexander Pushkin (Nachfahre des Poeten), Konferenz mit dem Künstler am 14. Juni;
- 2013: Permanente Ausstellung von Georgi Schischkins Werken in Moskaus Gubernientheater, Dezember 2013 bis heute, 121 Volgogradskij Prospekt, Moskau;
- 2015: Ausstellung „Russische Träume“ im Rahmen des Russlandjahres in Monaco;
- 2017: Ausstellung „Russische Träume“ von Georgi Schischkin in Russisches Museum, Sankt Petersburg, Russland;